# Siculeni
Siculeni (Hongaars: Madéfalva) is een dorp en gemeente in het Roemeense district Harghita. Het ligt 10 km ten noorden van de districtshoofdstad Miercurea Ciuc aan weerskanten van de Olt. Het langgerekte dorp vormt één geheel met Ciceu, dat tot 2004 tot dezelfde gemeente behoorde.
In Siculeni staat een monument uit 1904 ter herinnering aan het Siculicidium, een gebeurtenis in 1764, waarbij Habsburgse troepen een bloedbad aanrichtten onder de plaatselijke Szeklers, die weigerden hun oude privileges op te geven. Hierbij kwamen 400 inwoners om het leven.
Atid · Avrămești · Bilbor · Brădești · Căpâlnița · Cârța · Ciceu · Ciucsângeorgiu · Ciumani · Corbu · Corund · Cozmeni · Dănești · Dârjiu · Dealu · Ditrău · Feliceni · Frumoasa · Gălăuțaș · Joseni · Lăzarea · Leliceni · Lueta · Lunca de Jos · Lunca de Sus · Lupeni · Mădăraș · Mărtiniș · Merești · Mihăileni · Mugeni · Ocland · Păuleni-Ciuc · Plăieșii de Jos · Porumbeni · Praid · Racu · Remetea · Săcel · Sâncrăieni · Sândominic · Sânmartin · Sânsimion · Sântimbru · Sărmaș · Satu Mare · Secuieni · Siculeni · Șimonești · Subcetate · Suseni · Tomești · Tulgheș · Tușnad · Ulieș · Vărșag · Voșlăbeni · Zetea